# Adamkayalar
Koordinaten: 36° 28′ 57″ N, 34° 7′ 13″ O
| Adamkayalar |

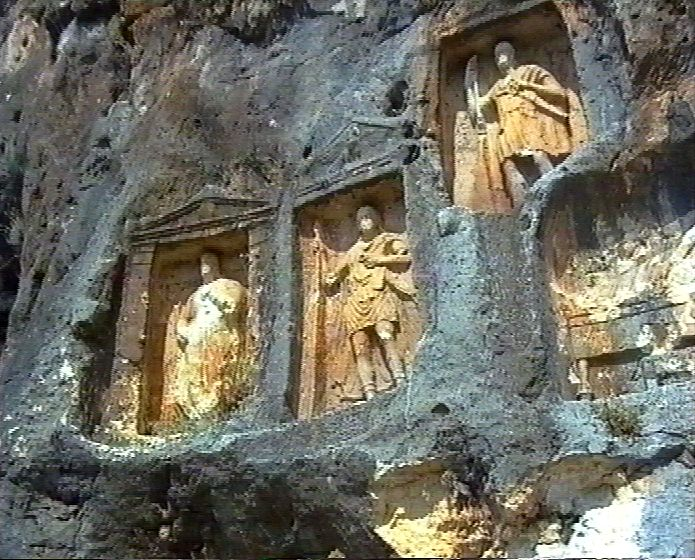
Adamkayalar

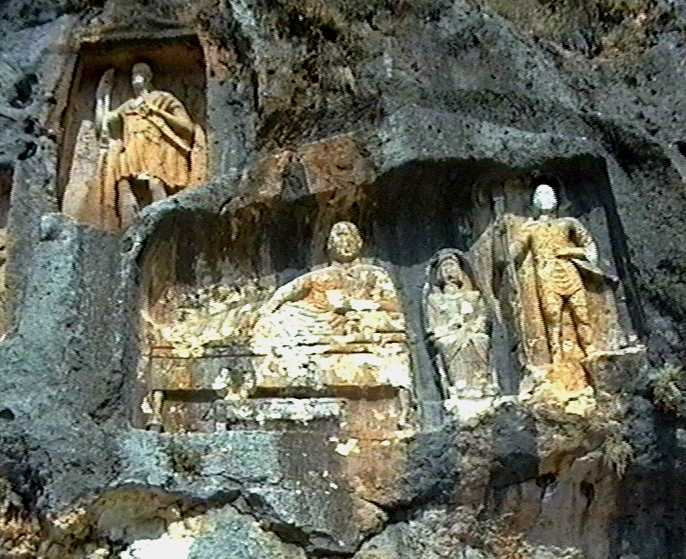
Adamkayalar

Die Adamkayalar (türkisch für Menschenfelsen) sind römische Grabreliefs in Kilikien. Sie liegen in der Nähe des antiken Korykos beim heutigen Ort Kızkalesi in der südtürkischen Provinz Mersin.
Etwa acht Kilometer nördlich von Kızkalesi in den steilen, fast senkrechten Wänden des Şeytan Deresi (Teufelstal) liegen an schwer zugänglicher Stelle mehrere römische in den Fels gehauene Familiengräber mit dreizehn dazugehörigen Reliefs. Sie werden ins 2. bis 1. vorchristliche Jahrhundert datiert. Die Darstellungen zeigen die Verstorbenen mit ihren Familien, zum Beispiel bei einem Festmahl. Eine männliche Figur liegt auf einer Kline, ein anderer hat Weintrauben in der Hand. Andere Personen sind mit Lanze oder Streitaxt bewaffnet. Unter den Abgebildeten sind auch Frauen mit langen Gewändern und Kopftüchern. Unter zweien der Reliefs sind Inschriften zu sehen. Der Stil der Kunstwerke findet sich ähnlich in den nahegelegenen Nekropolen von Kanytelleis und Olba. Es wurden noch keine archäologischen Grabungen vorgenommen.
Am oberen Rand der Schlucht sind die Ruinen von mehreren Gebäuden, Sarkophagen und einer Zisterne zu sehen. Die besiedelte Kuppe von etwa 100 Metern Durchmesser ist bis an den Schluchtrand von einer polygonalen Wehrmauer umgeben. An einigen Gebäuden sind Kreuze zu erkennen. Aufgrund der Mauertechnik kann die Siedlung von hellenistischer bis frühbyzantinischer Zeit datiert werden. In einer Entfernung von 1,5 Kilometern liegen auf der anderen Seite der von Kızkalesi kommenden Straße der römische Turm von Gömeç sowie die Siedlungsruinen von Demirciören und Hıdırlı.